# Rollancourt
Rollancourt és un municipi francès situat al departament del Pas de Calais i a la regió dels Alts de França. L'any 2007 tenia 394 habitants.

## Demografia

### Població
El 2007 la població de fet de Rollancourt era de 394 persones. Hi havia 107 famílies de les quals 22 eren unipersonals (9 homes vivint sols i 13 dones vivint soles), 45 parelles sense fills i 40 parelles amb fills.
La població ha evolucionat segons el següent gràfic:
Habitants censats

### Habitatges
El 2007 hi havia 188 habitatges, 114 eren l'habitatge principal de la família, 57 eren segones residències i 16 estaven desocupats. 185 eren cases i 1 era un apartament. Dels 114 habitatges principals, 84 estaven ocupats pels seus propietaris, 29 estaven llogats i ocupats pels llogaters i 1 estava cedit a títol gratuït; 1 tenia dues cambres, 9 en tenien tres, 26 en tenien quatre i 79 en tenien cinc o més. 99 habitatges disposaven pel capbaix d'una plaça de pàrquing. A 65 habitatges hi havia un automòbil i a 44 n'hi havia dos o més.

### Piràmide de població
La piràmide de població per edats i sexe el 2009 era:
| Homes | Edats   | Dones |
| ----- | ------- | ----- |
| 0     | 95 o +  | 0     |
| 0     | 90 a 94 | 0     |
| 0     | 85 a 89 | 0     |
| 4     | 80 a 84 | 0     |
| 8     | 75 a 79 | 8     |
| 0     | 70 a 74 | 12    |
| 4     | 65 a 69 | 4     |
| 12    | 60 a 64 | 12    |
| 16    | 55 a 59 | 12    |
| 12    | 50 a 54 | 16    |
| 8     | 45 a 49 | 8     |
| 12    | 40 a 44 | 16    |
| 4     | 35 a 39 | 20    |
| 12    | 30 a 34 | 8     |
| 12    | 25 a 29 | 20    |
| 4     | 20 a 24 | 8     |
| 8     | 15 a 19 | 4     |
| 8     | 10 a 14 | 12    |
| 8     | 5 a 9   | 16    |
| 16    | 0 a 4   | 12    |

## Economia
El 2007 la població en edat de treballar era de 276 persones, 126 eren actives i 150 eren inactives. De les 126 persones actives 109 estaven ocupades (63 homes i 46 dones) i 18 estaven aturades (7 homes i 11 dones). De les 150 persones inactives 22 estaven jubilades, 112 estaven estudiant i 16 estaven classificades com a «altres inactius».

### Ingressos
El 2009 a Rollancourt hi havia 106 unitats fiscals que integraven 267 persones, la mediana anual d'ingressos fiscals per persona era de 16.102 €.

### Activitats econòmiques
Dels 15 establiments que hi havia el 2007, 1 era d'una empresa alimentària, 4 d'empreses de construcció, 1 d'una empresa de comerç i reparació d'automòbils, 2 d'empreses d'hostatgeria i restauració, 2 d'empreses financeres, 1 d'una empresa immobiliària, 2 d'empreses de serveis i 2 d'empreses classificades com a «altres activitats de serveis».
Dels 3 establiments de servei als particulars que hi havia el 2009, 1 era un guixaire pintor, 1 electricista i 1 empresa de construcció.
L'any 2000 a Rollancourt hi havia 9 explotacions agrícoles.

## Equipaments sanitaris i escolars
El 2009 hi havia una escola elemental.

## Poblacions més properes
El següent diagrama mostra les poblacions més properes.